# Person-till-person-lån
Person-till-person-lån, även kallat peer-to-peer-lån, p2p-lån eller crowdlending, är ett samlingsbegrepp för fenomenet kring handelsplatser på Internet som tillåter låntagare att ansöka om lån som investerare sedan finansierar med sina insatta pengar. Branschen har dock breddats på senare år, och innefattar en rad olika typer av finansiering som till exempel företagslån då även kallat p2b-lån. 
Person-till-person-lån är ett sätt för låntagare och långivare att mötas utan inblandning av en traditionell bank eller låneinstitut. Branschen startade 2005 i Storbritannien med Zopa, tätt följt av Lending Club och Prosper i USA. 

## Sverige
I Sverige reglerar Finansinspektionen person-till-person-lån. 
Fram till avregleringen av den svenska bankmarknaden 1986 fungerade de svenska bankerna ofta som kreditförmedlare. När en bank på grund av begränsningsregler inte fick låna ut mer pengar hjälpte man i stället kunder med lånebehov att hitta andra kunder som hade pengar att låna ut. Banken kunde även ställa ut en garanti till långivaren. En vanlig beteckning på sådana lån var "notariatlån". För detta tog banken ut en förmedlingsprovision och i förekommande fall garantiprovision. Denna verksamhet upphörde i stort när kreditrestriktionerna togs bort.